# Sagrada Família

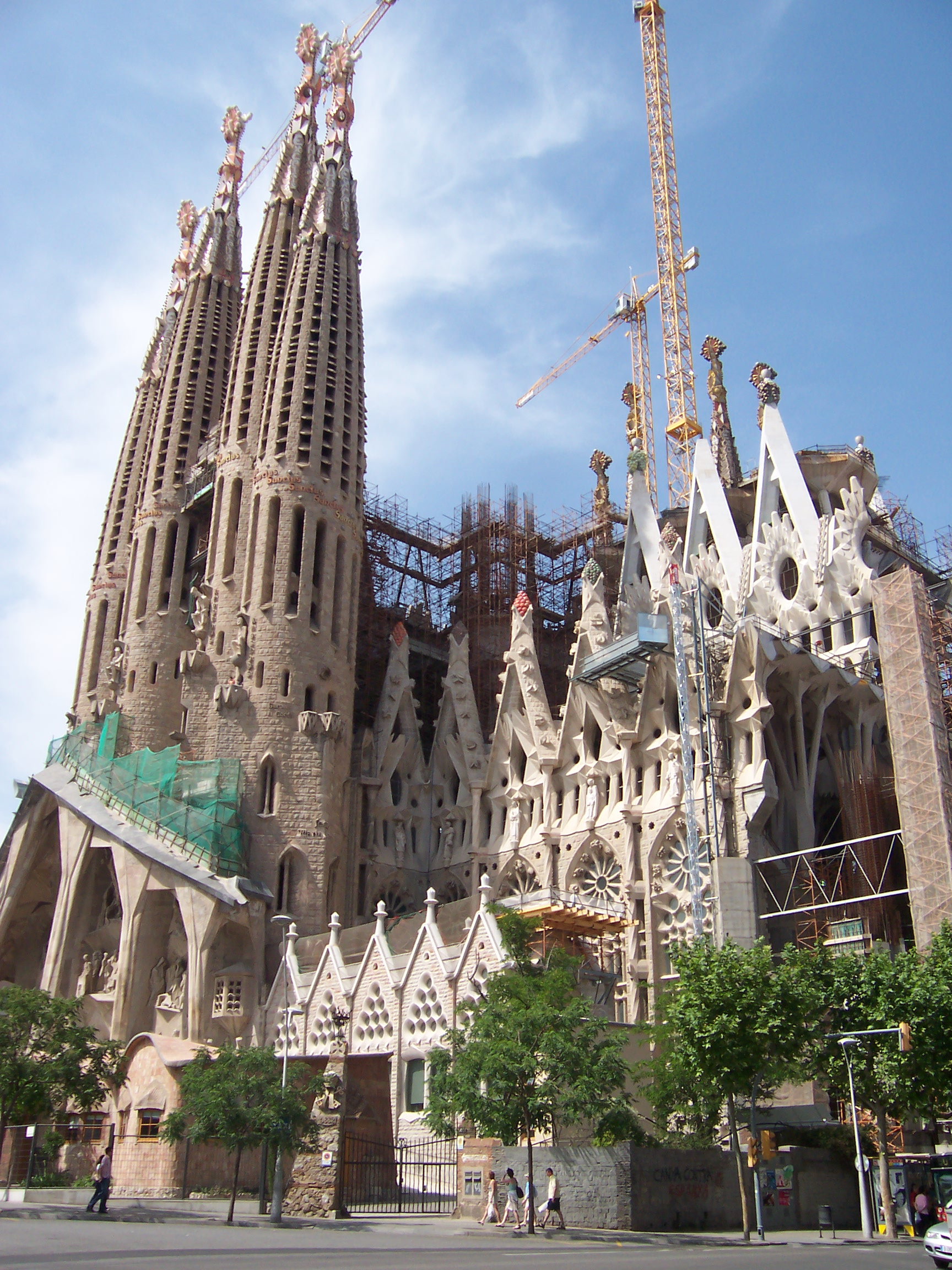
Sagrada Família od strony Fasady Męki Pańskiej

Sagrada Família (właśc. hiszp. Templo Expiatorio de la Sagrada Familia, katal. Temple Expiatori de la Sagrada Família, (pol.) Świątynia Pokutna Świętej Rodziny) – secesyjny kościół w Barcelonie w dzielnicy Eixample w Katalonii o statusie bazyliki mniejszej, uważany za najważniejsze osiągnięcie projektanta Antoniego Gaudíego.

## Historia
W założeniu architekta sama konstrukcja budowli miała przypominać jeden wielki organizm. Budowę świątyni rozpoczęto w 1882 roku. Początkowo jej projekt zlecono innemu architektowi, ale ten wszedł w konflikt ze stowarzyszeniem finansującym budowę świątyni. Wówczas zlecenie na budowę otrzymał Gaudí, który całkowicie zmienił projekt, nadając mu własny styl. Przez następne cztery dekady pracował intensywnie nad konstrukcją, poświęcając jej całkowicie ostatnie 15 lat życia. Podczas prac nieustannie dostosowywał i zmieniał pierwotne założenia. 
Z wszystkich 18 wież 4 ukończono w 1920 roku jeszcze za życia Gaudiego. Sześć lat później architekt zginął, wpadając pod przejeżdżający tramwaj, pozostawiając tylko jedną z trzech zaprojektowanych fasad. Pochowano go w krypcie wewnątrz kościoła. Fasada Narodzenia oraz krypta to jedyne ukończone elementy świątyni za życia architekta, który był świadomy tego, iż nie dożyje zakończenia budowy. Budowa jest w całości realizowana z dobrowolnych datków wiernych oraz biletów wstępu.
Z powodu organicznej formy budowli oraz niepowtarzalności detali architektonicznych (tak jak w naturze żaden z nich nie jest identyczny i musi być osobno rzeźbiony) do dziś nie zdołano jej ukończyć. Projekty świątyni pozostawione przez architekta zostały zniszczone w czasie hiszpańskiej wojny domowej przez katalońskich anarchistów.
W 2005 roku Fasada Narodzenia oraz krypta bazyliki zostały wpisane na Listę światowego dziedzictwa UNESCO.
7 listopada 2010 w niedzielę podczas uroczystej mszy świętej, w której uczestniczyło 62 tys. osób, papież Benedykt XVI konsekrował Świątynię Świętej Rodziny (Sagrada Familia) podnosząc ją do godności bazyliki mniejszej.
W październiku 2018 poinformowano, iż świątynia od 136 lat budowana jest bez pozwolenia. Nie jest to ścisła prawda, ponieważ Gaudi uzyskał w 1885 stosowne zezwolenie, od władz miejskich Sant Marti de Provenals, właściwych ze względu na usytuowanie miejsca budowy, a obecnie stanowiącym część Barcelony. Strony sporu doszły jednak do porozumienia i kuria diecezjalna musi zapłacić 41 milionów dolarów amerykańskich. 
22 lutego 2019 urząd miejski w Barcelonie zatwierdził decyzję o wydaniu pozwolenia na budowę w tym mieście bazyliki Sagrada Familia. Według umowy władze bazyliki w ciągu 10 lat przekażą na rzecz miasta kwotę 36 mln euro. Datą ukończenia bazyliki miał być 2026 rok, w którym przypada stulecie śmierci głównego architekta świątyni Antoniego Gaudiego, jednak termin nie zostanie dotrzymany ze względu na pandemię COVID.

## Projekt
Projekt świątyni na planie krzyża łacińskiego zawiera 18 wież oraz 3 fasady – Narodzenia, Pasji oraz Chwały. Bogato dekorowana Fasada Narodzenia została wybudowana w latach 1886–1930 zgodnie z projektem Antoniego Gaudiego. Rozpoczęcie budowy Fasady Pasji nastąpiło w 1954 roku, w 1986 Josep Maria Subirachs rozpoczął pracę nad dekoracją rzeźbiarską fasady. Budowa Fasady Chwały trwa. Do 2022 r. wybudowanych zostało 9 wież (tj. wieże 8 apostołów oraz wieża św. Marii ukończona w 8 grudnia 2021 roku). W trakcie budowy pozostają 4 wieże Ewangelistów oraz wieża Jezusa Chrystusa. 

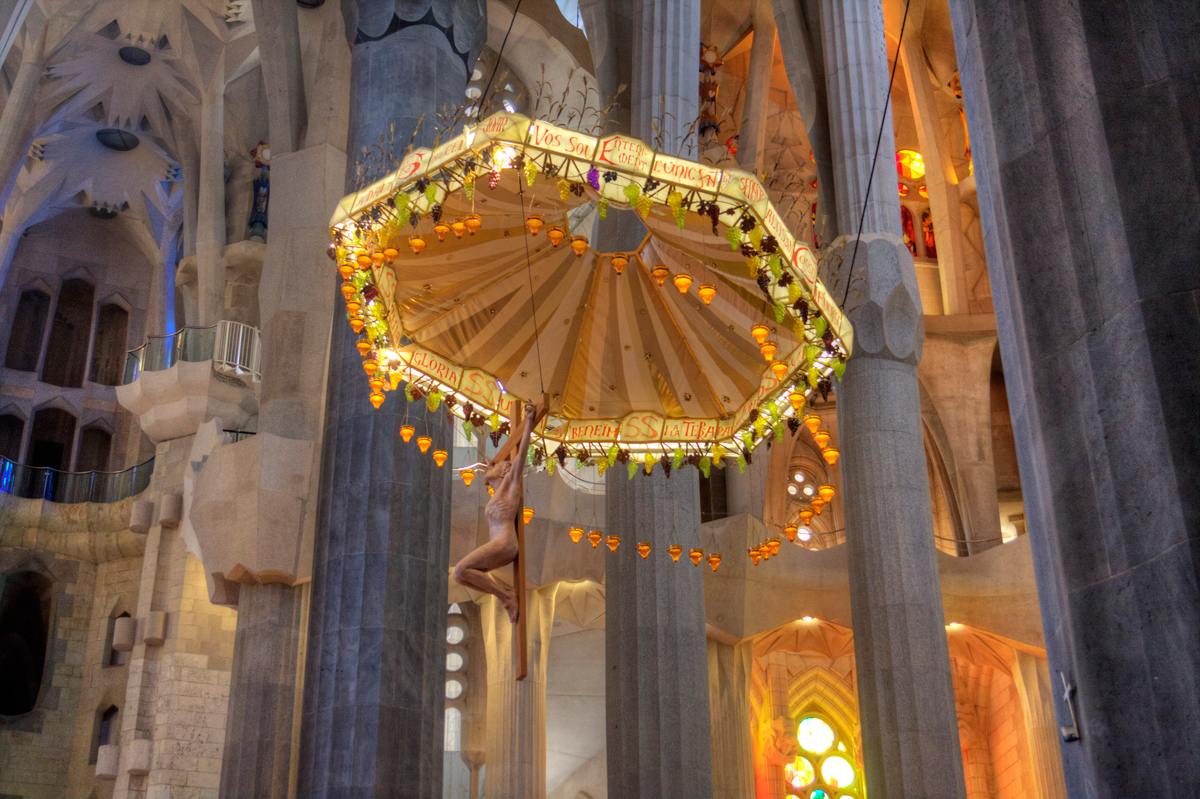
Żyrandol z postacią Jezusa

## Chronologia
- 1867 – Josep María Bocabella (1815-1892) powołał Związek Wielbicieli Świętego Józefa, założycieli Świątyni.
- 1881 – Josep M. Bocabella kupił plac, gdzie dziś stoi świątynia.
- 1882 – Architektem świątyni został Francisco de Paula del Villar (1828-1901), wmurowanie kamienia węgielnego.
- 1883 – Antoni Gaudí został architektem Świątyni.
- 1889 – Ukończenie krypty.
- 1890 – Rysunki wstępnego rozwiązania całego kompleksu.
- 1892 – Rozpoczęcie budowy Fasady Narodzenia Pańskiego.
- 1894 – Ukończono Wejście Różane w klasztorze.
- 1909 – Budowa szkoły parafialnej.
- 1910 – Na wystawie w Paryżu pokazano Fasadę Narodzenia Pańskiego.
- 1917 – Projekt Fasady Męki Pańskiej.
- 1923 – Modele gipsowe ostatecznego rozwiązania naw i zadaszenia wykonane w skali 1:10 i 1:25.
- 1925 – 30 listopada, ukończenie pierwszej dzwonnicy (wieża Świętego Barnaby). Wysokość 100 m.
- 1926 – Antoni Gaudí zginął w wypadku 10 czerwca.
- 1930 – Ukończenie ostatniej, czwartej dzwonnicy Fasady Narodzenia Pańskiego.
- 1936 – Wojna Domowa. Profanacja i zniszczenie Świątyni. Zniszczenie studia Gaudíego.
- 1940 – Rekonstrukcja krypty i modeli gipsowych.
- 1954 – Rozpoczęcie budowy Fasady Męki Pańskiej.
- 1977 – Zakończenie budowy czterech dzwonnic Fasady Męki Pańskiej.
- 1978 – Początek budowy ścian naw.
- 1986–1990 – Fundamenty naw. Pierwsze rzeźby Fasady Męki Pańskiej.
- 1995–1996 – Rozpoczęcie budowy filarów i zamknięcie sklepienia bocznych naw (1000 m²).
- 1998 – Zbudowanie nawy środkowej.
- 2000 – Zamknięcie sklepienia transeptu i budowa fundamentów Fasady Chwały Pańskiej.
- 2002 – Rozpoczęcie odbudowy budynku szkoły parafialnej i kolumn apsydy krużganków.
- 2003 – Budowa klasztoru Łaski Pańskiej.
- 2004–2005 – Budowa sklepienia ewangelistów Mateusza i Jana.
- 2006 – Budowa chóru Fasady Chwały Pańskiej.
- 2010 – 7 listopada 2010 papież Benedykt XVI konsekrował świątynię.
- 2016 – rozpoczęcie budowy wież Jezusa, św. Marii oraz 4 Ewangelistów
- 2020 – marzec-październik 2020 przerwanie budowy z powodu pandemii COVID-19.
- 2021 – 8 grudnia 2021 ukończono wieżę św. Marii.
- po 2026 – Przewidywany koniec prac[4].

W 2005 roku fasada Narodzenia Pańskiego i krypta świątyni Sagrada Familia znalazły się na liście dziedzictwa UNESCO w Europie.

## Inne informacje
Niezwykła architektura sanktuarium stała się inspiracją dla Tomasza Bagińskiego do realizacji nominowanego do Oscara filmu animowanego Katedra z 2002 roku. Animacja jest adaptacją opowiadania Jacka Dukaja pod tym samym tytułem. W tym filmie katedra jest przedstawiona jako ogromny żywy organizm wabiący i pochłaniający nieostrożnych ludzi.